# KF Fushë Kosova
Klubi futbollistik Fushë Kosova kosovski je nogometni klub iz Kosova Polja (albanski: Fushë Kosova), Prištinski okrug. 
 
U sezoni 2023./24. "Fushë Kosova" se natječe u Superligi Kosova, ligi prvog stupnja na Kosovu.  

## Povijest
Osnovan je 14. veljače 1972. u gradu Kosovo Polje i najvažniji je nogometni klub u gradu, gdje je u razdoblju Kosova kao regije Jugoslavije uspio osvojiti dva naslova najviše kategorije, prvu u svojoj prvoj sezone u ligi.
Kada je Kosovo postalo neovisna država, klub je bio dio kosovske Superlige, no ispao je u niži rang u sezoni 2007./08., a klub je nakon toga nestao zbog financijskih problema.
Dana 9. veljače 2009. klub je ponovno osnovan te se počeo natjecati u drugoj ligi.
Svoje utakmice igraju na Stadiumi I Qytetit (Gradski stadion), koji može primiti 3000 navijača. Nedavno je stadion nazvan po Ekremu Grajqevciju.

## Uspjesi
- Prvenstvo Kosova i Metohije
  - 1972./73., 1990./91.

## Vanjske poveznice
- Facebook stranica